# Валов, Александр Сергеевич
Ва́лов Алекса́ндр Серге́евич (21 января 1980, Ижевск) — российский государственный и общественный деятель, журналист, редактор, медиаменеджер. Руководитель Агентства печати и массовых коммуникаций Удмуртской Республики (2019).

## Биография
Родился 21 января 1980 года в Ижевске. 
После школы окончил Исторический факультет Удмуртского государственного университета (2003) и Федеральную программу подготовки управленческих кадров (2015). Во время учёбы играл в команде КВН «Излом да вывих».
Работал журналистом в газете «Инфо-Панорама» (2001 — 2003), затем главным редактором ИА «Удмуртия». С 2003 по 2005 год — заместитель руководителя пресс-службы ГФИ по Удмуртской Республике. Далее — директор газеты «Business Class. Удмуртия» (2007 – 2009). Возглавлял «Медиа Агентство» (2009 – 2019), Информационное агентство «Udm-Info» (2009 – 2016). С 2016 по 2018 год — руководитель  проектов холдинга «FirstMediaInvest» в Москве, в 2019-м работал директором издания «Коммерсант-Удмуртия».
На должность руководителя Агентства печати и массовых коммуникаций Удмуртии был назначен в 2019 году; 15 октября его представили главным редакторам местных СМИ. Журналисты отмечают, что А. С. Валов первый куратор отрасли, имеющий непосредственный опыт руководства СМИ, по их мнению, перед ним стоят серьёзные задачи по дальнейшей оптимизации работы республиканских и районных изданий и возможно созданию государственного холдинга. Контролирует деятельность всех республиканских СМИ, начиная от газет и заканчивая интернет-изданиями .
В 2021 году провёл награждение лауреатов литературной премии Правительства Удмуртской Республики.
Александр Валов занимает 64-е место в рейтинге «ТОП — 100 самых влиятельных людей Удмуртии».